# Жолтиков, Фёдор Иванович
Жолтиков Фёдор Иванович (20 апреля 1910, Покровское, Херсонская губерния — 20 января 1968, Измаил, Одесская область) — советский архивист.

## Биография
Родился 20 апреля 1910 года в деревне Покровское (ныне город Апостолово Апостоловского района Днепропетровской области) в семье крестьянина.
В 1931 году окончил Криворожский педагогический институт.
В 1932—1933 годах служил в Красной армии. В 1934—1944 годах работал на разных должностях в системе народного образования.
С 1945 года — начальник Измаильского районного отдела архивного отделения НКВД УССР, с 1954 года — директор филиала Одесского государственного областного архива в городе Измаил. Был первым организатором архивного дела в Измаильском районе.
Административную деятельность совмещал с научной работой. Под его руководством подготовлен и издан путеводитель по филиалу, а также сборник «Борьба трудящихся украинских придунайских земель за социальное и национальное освобождение 1918—1940».
Умер 20 января 1968 года в Измаиле.